# Dadocerus nitidus
Dadocerus nitidus es una especie de coleóptero de la familia Endomychidae.

## Distribución geográfica
Habita en Borneo.